# Бердянска и Приморска епархия
Бердянска и Приморска епархия е епархия на Украинската православна църква към Московската патриаршия с център град Бердянск. Обединява енории и манастири на територията на част от районите на Запорожка област – Акимовски, Бердянски, Билмакски, Василевски, Гуляйполски, Пологовски, Приазовски, Приморски, Токмакски и Черниговски.